# Cirsium rivulare

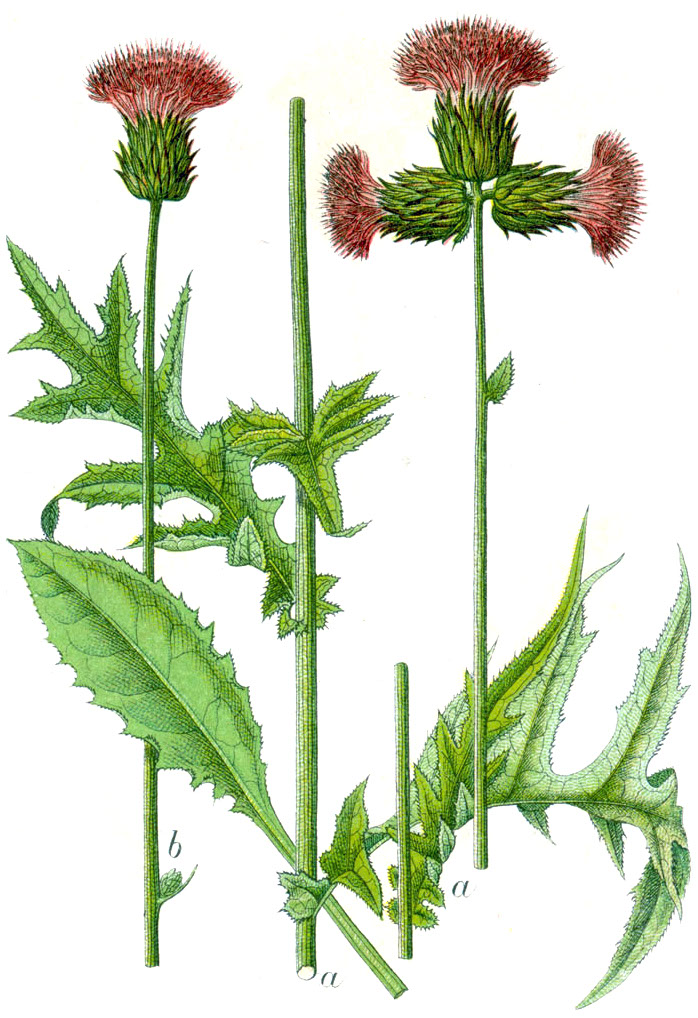
Ilustración

Cirsium rivulare es una planta fanerógama perteneciente a la familia Asteraceae que crece en lugares soleados y bien drenados.

## Descripción
Es una planta de hojas espinosas que alcanza 300 cm de altura y 100 cm de extensión, con flores tubulares terminales en tallos erectos, elegantes. largos y deshojados que están rematados por una enorme cabeza de cardo de color rosa-magenta.

## Taxonomía
Cirsium rivulare fue descrita por (Jack) All. y publicado en Flora Pedemontana 10. 1789
Etimología
Cirsium: nombre genérico que deriva de la palabra griega: kirsos = varices ;  de esta raíz deriva el nombre kirsion, una palabra que parece servir para identificar una planta que se utiliza para el tratamiento de este tipo de enfermedad. De kirsion, en los tiempos modernos, el botánico francés Tournefort (1656 - 708) ha derivado el nombre Cirsium del género.
rivulare: epíteto latino que significa "junto al arroyo".
Sinonimia
- Cirsium salisburgense  (Willd.) Don
- Cirsium tricephalodes (Lam.) DC.
- Cnicus rivularis (Jacq.) Willd.[3]
- Carduus erisithales Vill.
- Carduus rivularis Jacq.
- Carduus salisburgensis Pers.
- Carduus tricephaloides Lam.
- Cirsium carniolicum All.
- Cirsium gracile Schur
- Cirsium semipectinatum Rchb.
- Cirsium siegerti Sch.Bip. ex Nyman
- Cirsium tricephalum St.-Lag.
- Cnicus autareticus Loisel.
- Cnicus pontederae Pollini
- Cnicus salisburgensis Willd.
- Cnicus seminudus Schleich. ex DC.[4]

## Nombres comunes
- Castellano: cardo, cardo muelle de arroyo.[3]